# René Boylesve
René Boylesve vlastním jménem René-Marie-Auguste Tardiveu (14. duben 1867, La Haye-Descartes (Indre-et-Loire) – 14. leden 1926, Paříž) byl francouzský spisovatel, esejista a básník.

## Život
- Studoval politické vědy a dějiny umění.
- V roce 1918 byl zvolen členem Francouzská akademie.

## Dílo
René Boylesve je autorem asi dvaceti románů. Realisticky v nich popisuje osudy a psychiku maloměšťanské společnosti v provincii Touraine. Je považován za předchůdce Marcela Prousta.

## Spisy (výběr)

### Básně
- Proses rythmées (Rytmizované prózy) 1891

### Romány
- Le Médecin des dames de Néans (Lékař Néanských dam), 1896
- Mademoiselle Clocque (Slečna Clocque) 1899
- La Becquée (Zob), 1901
- La Lecon D'Amour Dans un Parc (Poučení o lásce), 1902
- L'Enfant à la balustrade (Chlapec na terase), 1903
- Mon Amour (Má láska), 1908
- Le Meilleur ami (Nejlepší přítel), 1909
- Élise (Elisa), 1921
- Je vous ai désirée un soir (Jednoho večera jsem po Vás zatoužil), 1925

### Eseje
- Feuilles tombees (Spadané listí), 1927 – výběr z deníků
- Opinions sur le roman (Myšlenky o románu), 1929
- Quelques échanges et témoignages (Několik názorů a výpovědí), 1931

### České překlady
- Elisa, překlad Růžena Pochová, Praha, B. Stýblo, 1923
- Jednoho večera jsem po vás zatoužil ..., překlad Antonín Řeřábek, Praha, Alois Srdce, 1926
- Má láska, Praha, Československé podniky tiskařské a vydavatelské, 1920
- Moje láska, překlad Josef Marek, KDA, svazek 48, Praha, Kamilla Neumannová, 1908
- Chlapec na terase, 1928
- Poučení o lásce, překlad Lída Faltová, Praha, Čin, 1928

## Fotogalerie

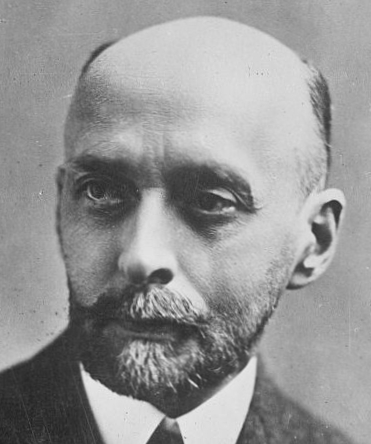
René Boylesve
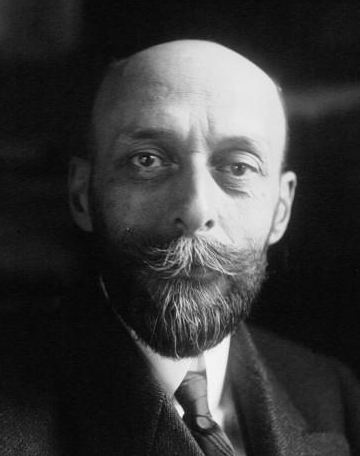
René Boylesve
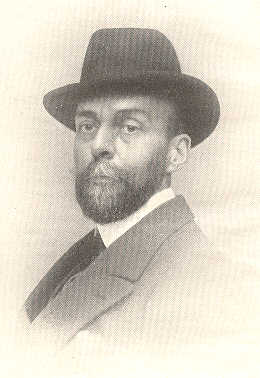
René Boylesve
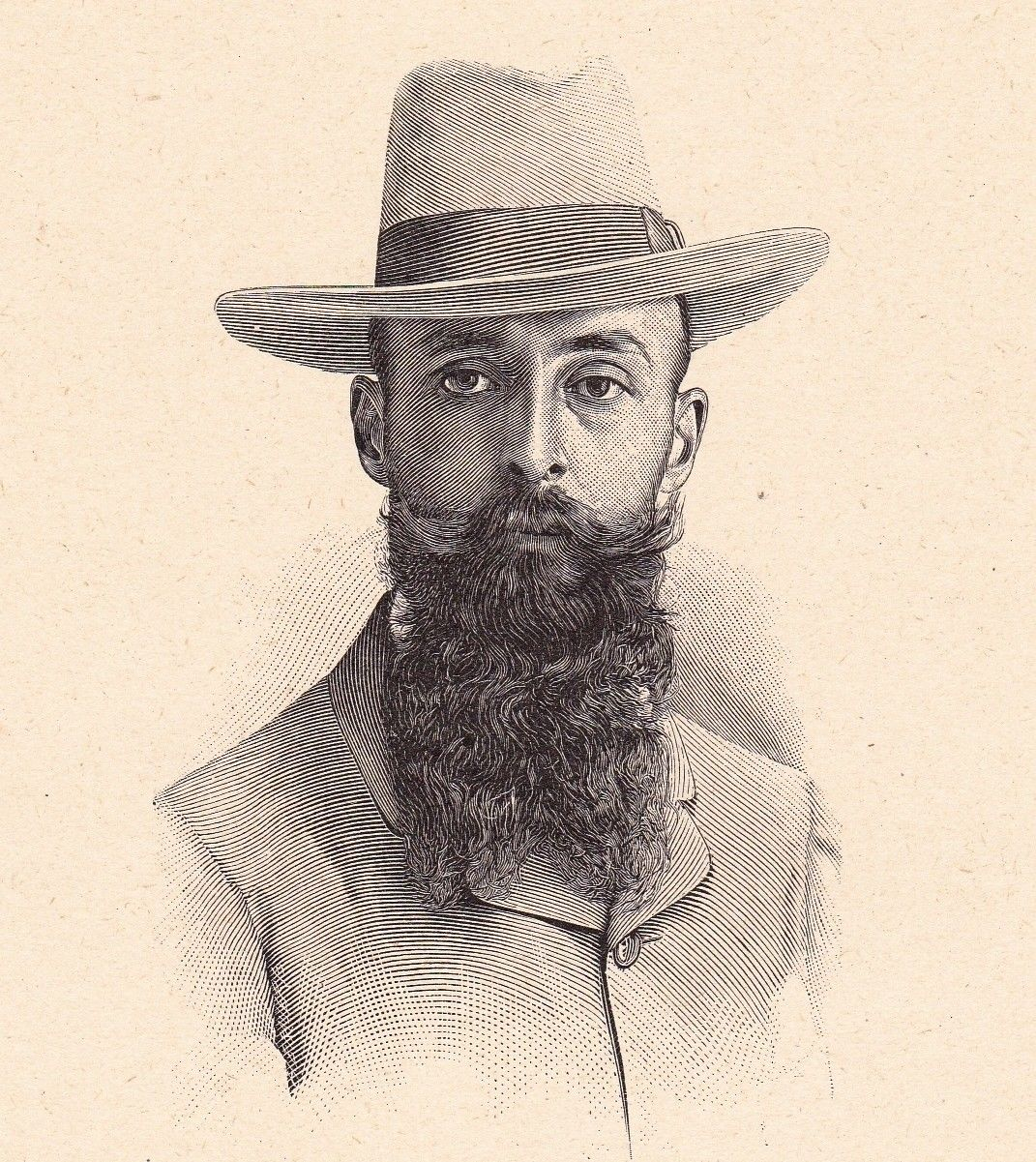
René Boylesve
- Boylesve, R. Lecon d amour dans un parc. (1920)